# Episodi di E.R. - Medici in prima linea (quattordicesima stagione)
La quattordicesima stagione della serie televisiva E.R. - Medici in prima linea è andata in onda negli Stati Uniti sulla NBC dal 27 settembre 2007 al 15 maggio 2008.
La stagione è andata in onda in Italia, dal 30 gennaio al 3 aprile 2009, da Rai 2, dove gli episodi sono stati trasmessi a coppie di due con un titolo unico per coppia. I titoli dei singoli episodi, riportati nella tabella, sono stati resi noti solo durante la messa in onda su Joi di Premium Gallery, dove la serie è stata replicata a partire dal 24 giugno 2009.
Goran Višnjić compare in sette episodi nel ruolo di Luka Kovač. Viene accreditato tra i membri del cast regolare solo in tali episodi.
Gloria Reuben compare come guest star nell'undicesimo episodio, riprendendo il ruolo di Jeanie Boulet.
David Lyons compare in cinque episodi come personaggio ricorrente nel ruolo di Simon Brenner. Verrà promosso a personaggio regolare nella quindicesima stagione
| nº | Titolo originale        | Titolo italiano             | Prima TV USA      | Prima TV Italia  |
| -- | ----------------------- | --------------------------- | ----------------- | ---------------- |
| 1  | The War Comes Home      | Non si scherza con il fuoco | 27 settembre 2007 | 30 gennaio 2009  |
| 2  | In a Different Light    | Le ultime illusioni         | 4 ottobre 2007    | 30 gennaio 2009  |
| 3  | Officer Down            | Germogli di grano           | 11 ottobre 2007   | 6 febbraio 2009  |
| 4  | Gravity                 | Effetto placebo             | 18 ottobre 2007   | 6 febbraio 2009  |
| 5  | Under the Influence     | Sfide                       | 25 ottobre 2007   | 13 febbraio 2009 |
| 6  | The Test                | L'esame                     | 1º novembre 2007  | 13 febbraio 2009 |
| 7  | Blackout                | Blackout                    | 8 novembre 2007   | 20 febbraio 2009 |
| 8  | Coming Home             | Tornando a casa             | 15 novembre 2007  | 20 febbraio 2009 |
| 9  | Skye's the Limit        | Pigiama party               | 29 novembre 2007  | 27 febbraio 2009 |
| 10 | 300 Patients            | Aspettando Natale           | 6 dicembre 2007   | 27 febbraio 2009 |
| 11 | Status Quo              | Status Quo                  | 3 gennaio 2008    | 6 marzo 2009     |
| 12 | Believe the Unseen      | Viaggio in Croazia          | 10 gennaio 2008   | 6 marzo 2009     |
| 13 | Atonement               | Birra e vodka               | 17 gennaio 2008   | 13 marzo 2009    |
| 14 | Owner of a Broken Heart | Cuore infranto              | 10 aprile 2008    | 13 marzo 2009    |
| 15 | As the Day She Was Born | Neela                       | 17 aprile 2008    | 20 marzo 2009    |
| 16 | Truth Will Out          | Un parto difficile          | 24 aprile 2008    | 20 marzo 2009    |
| 17 | Under Pressure          | Daniel e Rebecca            | 1º maggio 2008    | 27 marzo 2009    |
| 18 | Tandem Repeats          | Compatibilità               | 8 maggio 2008     | 27 marzo 2009    |
| 19 | The Chicago Way         | Pericolo annunciato         | 15 maggio 2008    | 3 aprile 2009    |

## Non si scherza con il fuoco
- Titolo originale: The War Comes Home
- Diretto da: Stephen Cragg
- Scritto da: Joe Sachs e David Zabel

### Trama
Il primo giorno del dottor Moretti si trasforma in una vera e propria sfida quando il Pronto Soccorso viene inondato dai feriti provenienti dall'azione dimostrativa contro la guerra, fra i quali c'è anche Neela. Dubenko affronta una crisi nel corso dell'intervento chirurgico della collega. Abby, Pratt e Morris cospirano sul modo di affrontare il problema del nuovo caporeparto che sembra non essere apprezzato. Un nuovo interno arriva al Pronto Soccorso con qualche mese di ritardo. Gates scopre il responsabile della falsa bomba che ha scatenato il panico durante la manifestazione pacifista e lo aggredisce. Moretti decide così di assegnarlo al reparto di terapia intensiva.

## Le ultime illusioni
- Titolo originale: In a Different Light
- Diretto da: Richard Thorpe
- Scritto da: Lisa Zwerling e Karen Maser

### Trama
Moretti inizia a far sentire la sua presenza quando decide una serie di cambiamenti. Abby entra in disaccordo con Dubenko sulla procedura da eseguire quando un paziente con una pallottola in corpo, che è anche la preziosa prova di un crimine, viene ricoverato al Pronto Soccorso. Pratt si lamenta con Anspaugh del nuovo capo dello staff. Hope decide di partire per una missione in Venezuela gettando così Morris nello sconforto. Sam, Chuny e Dawn partecipano a una sessione di speed dating. Abby ha dei problemi a ottenere il passaporto per il piccolo Joe. Neela viene dimessa, mentre in terapia intensiva Gates aiuta un ragazzino prodigio a dire la verità alla madre sulle sue gravi condizioni di salute.

## Germogli di grano
- Titolo originale: Officer Down
- Diretto da: Cristopher Chulack
- Scritto da: Janine Sherman Barrois

### Trama
Due ufficiali ausiliari di Polizia arrivano in Pronto Soccorso con delle gravi ferite. Uno dei due muore nel corso del trattamento medico. Dopo essere stata dimessa dall'ospedale, Neela si stabilisce a casa di Abby e si occupa del piccolo Joe. Pratt e Bettina discutono della loro relazione in modo aperto. Gates chiede aiuto a Dubenko per inserire il suo piccolo paziente di terapia intensiva in un programma sperimentale del Johns Hopkins Hospital. Morris sembra essere particolarmente collerico con il resto dello staff: il medico ha appena saputo della morte di suo padre.

## Effetto placebo
- Titolo originale: Gravity
- Diretto da: Stephen Cragg
- Scritto da: Virgil Williams

### Trama
Questa è una brutta giornata per Abby. Il piccolo Joe viene condotto al Pronto Soccorso dopo una brutta caduta al parco. La donna non riesce a mettersi in contatto con il marito Luka e, a causa dello stress, potrebbe ricadere in un precedente vizio. Morris si occupa del caso di un bambino spaventato, ma finisce con l'infondergli una dose maggiore di paura. Pratt difende suo fratello Chaz che è finito nel mirino dei colleghi dopo che questi ultimi sono venuti a sapere della sua omosessualità. Neela riprende il suo lavoro in chirurgia, mentre il Pronto Soccorso ha un nuovo addetto alla reception. Moretti torna in reparto dopo aver partecipato a un convegno medico.

## Sfide
- Titolo originale: Under the Influence
- Diretto da: Anthony Hemingway
- Scritto da: Joe Sachs

### Trama
Neela ottiene l'incarico di istruire un nuovo specializzando. A Gates viene data una nuova opportunità in Pronto Soccorso, ma ben presto si scontra con Kayson in merito a una diagnosi. Abby riesce finalmente a mettersi in contatto con Luka e scopre che la sua assenza si protrarrà per un'altra settimana. Coburn prova ad aiutare la collega. Morris sente la mancanza di Hope e i suoi pensieri lo distraggono dal lavoro.

## L'esame
- Titolo originale: The Test
- Diretto da: Felix Enriquez Alcala
- Scritto da: Lisa Zwerling

### Trama
Abby e Moretti si scontrano in merito alle valutazioni degli interni. Morris e Pratt prendono possesso della sala relax per fare alcuni studi dell'ultimo momento. Neela chiede loro di assisterla per un problema che ha a che fare con il suo studente. Joshua torna in ospedale in preda a una crisi respiratoria e così Gates si occupa nuovamente di lui. Sam affronta un paziente i cui sintomi continuano a cambiare, mettendo non poco alla prova il suo difficile comportamento. Il figlio di Moretti si presenta a sorpresa in reparto. Abby continua a combattere contro i suoi problemi di alcolismo e le conseguenze. Un nuovo medico arriva in Pronto Soccorso.

## Blackout
- Titolo originale: Blackout
- Diretto da: Christopher Chulack
- Scritto da: David Zabel

### Trama
Il Pronto Soccorso è occupato quando la temperatura sale e Chicago è colpita da un blackout. Lo staff cura numerosi pazienti anziani portati al Pronto Soccorso dopo la rottura dell'impianto dell'aria condizionata nella loro casa di riposo e Abby e Pratt sono in disaccordo sulla diagnosi su un bambino di 3 mesi con una colica sospetta. Il Dr. Moretti incontra la sua ex moglie che è in città per una conferenza. La donna è preoccupata per loro figlio Daniel e Moretti promette di parlargli. Morris e Pratt passano l'esame e tutto lo staff esce a festeggiare. Più tardi Abby si sveglia nell'appartamento di Moretti che cerca di fermarla mentre lei se ne sta andando, ovviamente sconvolta. Quando arriva a casa, Abby trova Doris, la babysitter di suo figlio, al telefono con la polizia, preoccupata perché Abby non è ancora rientrata alle 3 del mattino. Sconvolta e un po' ubriaca, Abby decide impulsivamente di andare da Luka, così lei e il figlio si dirigono all'aeroporto nel tentativo di prendere un volo per la Croazia.

## Tornando a casa
- Titolo originale: Coming Home
- Diretto da: Laura Innes
- Scritto da: David Zabel

### Trama
Il comportamento di Abby comincia a creare problemi allo staff. Luka ritorna dalla Croazia un giorno prima. Lo studente di Neela la rende orgogliosa di lui quando riesce a gestire una situazione critica. L'appuntamento di Tony e Julia viene interrotto quando Sarah ha bisogno di aiuto. Morris cura un paziente inglese ferito durante una gara di lancio del formaggio e fa da arbitro quando i partecipanti cominciano a litigare per decretare il vincitore della gara. Nel frattempo Moretti riceve una telefonata sconvolgente e grave su suo figlio e lascia l'ospedale di fretta per prendere un volo per Providence.

## Pigiama party
- Titolo originale: Skye's the limit
- Diretto da: Paul McCrane
- Scritto da: Karen Maser

### Trama
È tempo di cambiamenti al Pronto Soccorso quando Anspaugh prende una decisione impopolare e nomina Skye capo del Pronto Soccorso al posto di Pratt. Abby deve combattere i suoi vecchi demoni, allontanandosi da amici e famiglia. Perfino Luka non sembra in grado di aiutare Abby. L'amore è nell'aria quando una storia clandestina nasce fra due dottori.

## Aspettando Natale
- Titolo originale: 300 patients
- Diretto da: John Wells
- Scritto da: Joe Sachs e David Zabel

### Trama
Sam, Pratt e Morris si prendono cura di Melissa Tanner, una donna di 61 anni con problemi di salute, e del figlio diciannovenne Lowell in seguito a un incidente d'auto. Lowell è affetto da sindrome di Down e ha vissuto in un istituto da quando era bambino. Melissa gli ha fatto visita ogni settimana senza che il marito lo sapesse. Inoltre, Neela e Dubenko partecipano alle prove in costume della recita di Natale dell'ospedale e Dubenko viene morso a una gamba. Nel frattempo, in seguito alla morte del padre di Luka, Luka e Abby si preparano a volare in Croazia e sembra che Abby stia per affrontare i suoi problemi con il bere.
- Guest star: Peter Fonda (marito di Melissa)

## Status Quo
- Titolo originale: Status Quo
- Diretto da: Andrew Bernstein
- Scritto da: Janine Sherman Barrois

### Trama
Dopo essere stato scartato per il posto di capo del Pronto Soccorso, Pratt considera la possibilità di accettare un altro lavoro ma ci ripensa dopo avere lavorato con Jeanie Boulet. Jeanie arriva al Pronto Soccorso quando suo figlio Carlos viene visitato per un'apparente ferita alla testa ma gli viene diagnosticata una lesione al cervello, probabilmente un sintomo dell'Aids conclamato. Prima di scoprire cosa sta succedendo, Carlos ha le convulsioni. Una soldatessa arriva con una gamba rotta e si scopre che è incinta. Quando suo marito capisce che è rimasta incinta mentre era in servizio in Iraq, la donna racconta che la gravidanza è il risultato dello stupro che ha subito dal suo sergente. La cugina di Neela è in città per una visita e Morris e Harold fanno a gara per ottenere le sue attenzioni. Neela ottiene una rotazione in ortopedia.

## Viaggio in Croazia
- Titolo originale: Believe the Unseen
- Diretto da: Rob Hardy
- Scritto da: Virgil Williams

### Trama
Abby esce dal centro di riabilitazione e torna al Pronto Soccorso. Harold ha più fiducia in sé stesso dopo la notte trascorsa con la cugina di Neela. Numerose vittime di un incendio arrivano al Pronto Soccorso.

## Birra e vodka
- Titolo originale: Atonement
- Diretto da: Stephen Cragg
- Scritto da: Lisa Zwerling

### Trama
Il medico di una prigione cerca perdono dopo aver salvato il figlio di un uomo che aveva giustiziato anni prima ma la madre non è in grado di perdonarlo. Neela partecipa alla partita di hockey su ghiaccio tra Ortopedia contro Chirurgia ma scopre che i chirurghi hanno un partecipante sotto falso nome. Pratt affronta i suoi problemi nell'impegnarsi quando Bettina vuole portare la loro relazione al livello successivo.

## Cuore infranto
- Titolo originale: Owner of a Broken Heart
- Diretto da: Christopher Chulack
- Scritto da: David Zabel e Joe Sachs

### Trama
Abby sta per partire per la Croazia per rivedere Luka e molti ricordi occupano la sua mente. Un nuovo dottore, Simon Brenner, comincia a lavorare al Pronto Soccorso. Due donne arrivano al Pronto Soccorso con traumi multipli. Un'altra paziente di nome Mia arriva al Pronto Soccorso con dolori al petto. La relazione di Sam con Tony si fa più seria dopo che lui e Julia si lasciano e la cappellana si trasferisce in Nepal. Morris testa un teaser su sé stesso con risultati molto spiacevoli.

## Neela
- Titolo originale: As the Day She Was Born
- Diretto da: Tawnia McKiernan
- Scritto da: Shannon Goss

### Trama
Abby arriva in Croazia per stare con Luka e Joe. Una madre di quattro figli arriva al Pronto Soccorso e Neela si prende cura di lei. Nel frattempo, Neela è di cattivo umore per la mancanza di vita sociale nel giorno del suo compleanno, dimenticato da tutti. Il nonno di Sarah si ammala e Gates si scontra con la nonna e Morris per il tipo di cura da seguire. Pratt mette alla prova le sue nuove capacità di management, ma viene scaricato da Bettina.

## Un parto difficile
- Titolo originale: Truth will out
- Diretto da: Andrew Bernstein
- Scritto da: Karen Maser per la trama e da Karen Maser e Lisa Zwerling per la sceneggiatura

### Trama
Abby ha confessato a Luca i suoi problemi con il bere e la sua infedeltà. Luka accetta un lavoro in un ospizio per malati di cancro, fa amicizia con un paziente e prende una decisione sorprendente sul suo futuro e su quello di Abby. Anche Abby si scontra con Neela per la cura di un ragazzo coreano di 19 anni malato di leucemia ed è brillante quando riesce a salvare una donna che sta dando alla luce il suo 13º figlio, prima di avere un altro colloquio al Policlinico. Il comportamento acido di Sam viene criticato sia da Abby che da Gates, così Sam fa un gesto significativo verso quest'ultimo. La madre di quattro figli seguita da Neela riceve brutte notizie e Neela la aiuta ad accettarle. Si scopre che Brenner è il nipote di Anspaugh. La relazione di Dubenko con Skye finisce quando lui la accusa di avere un bisogno patologico di attenzioni maschili.
- Guest star: Hal Holbrook

## Daniel e Rebecca
- Titolo originale: Under Pressure
- Diretto da: Stephen Cragg
- Scritto da: Janine Sherman Barrois

### Trama
Una giovane coppia arriva al Pronto Soccorso in seguito a un incidente d'auto dopo aver rapinato una gioielleria. Lo staff dell'ospedale sente al telegiornale la notizia della rapina, paragonando la coppia a Bonnie e Clyde, ma non capisce che è la stessa coppia appena arrivata al Pronto Soccorso. Quando la giovane donna comincia a perdere molto sangue, il suo ragazzo prende in ostaggio lo staff dell'ospedale armato di pistola e li obbliga a operare la donna al Pronto Soccorso.
- Guest star: Josh Stewart, Mariana Klaveno

## Compatibilità
- Titolo originale: Tandem Repeats
- Diretto da: Anthony Hemingway
- Scritto da: Virgil Williams

### Trama
Neela è scioccata dalla decisione di Dubenko durante l'intervento della sua paziente, la madre di quattro figli, e le cose peggiorano ulteriormente quando Neela deve dare alla madre notizie devastanti. Abby cerca un posto di lavoro in una clinica medica dei quartieri alti quando non arrivano notizie per il suo lavoro da assistente al Policlinico ma si dimostra brillante curando una giovane donna con un grande segreto familiare. Nel frattempo, Brenner e la sua studentessa di medicina hanno dei problemi; al Pronto Soccorso salta fuori un filmino vietato ai minori con protagonisti Sam e Gates; Pratt sta accanto a Bettina e cerca di aiutare la carriera di Abby: e Morris cerca aiuto per le conseguenze del rapimento della settimana precedente.

## Pericolo annunciato
- Titolo originale: The Chicago Way
- Diretto da: Christopher Chulack
- Scritto da: David Zabel e Lisa Zwerling

### Trama
Le azioni di un paziente ubriaco mettono in pericolo tutti al Policlinico. Nel frattempo, Pratt fa una mossa per diventare capo del Pronto Soccorso; Gates si preoccupa per il suo futuro con Sam e Kovac ha un incontro inaspettato con il Dr. Moretti. Alla fine esplode un'ambulanza: dentro c'è Sam o Pratt.
- Guest star: Steve Buscemi